# 窄翅南芥
窄翅南芥（学名：Arabis pterosperma）为十字花科南芥属下的一个种。

## 扩展阅读
- 維基物種上的相關：窄翅南芥